# Aplosonyx
Aplosonyx (лат.) — род жуков-листоедов из подсемейства козявки (Galerucinae, Chrysomelidae). Около 60 видов.

## Распространение
Род распространен в Юго-Восточной Азии и южной Палеарктике и насчитывает около 60 видов по всему миру; 21 из них встречается в Китае.

## Описание
Виды этого рода можно отличить по следующим признакам: голова маленькая, лобные бугорки отчётливые, усики тонкие, доходят до середины каждого надкрылья, в целом три базальных антенномера блестящие, антенномер 2 самый короткий, антенномер 3 длиннее антенномера 2, антенномер 4 самый длинный и длиннее антенномеров 2 и 3 вместе взятых. Пронотум шире головы, почти в 2 раза шире её длины, базальная граница не окаймлена, апикальная граница и боковые границы окаймлены; передний угол утолщен, а задний угол изогнут, каждый угол с крупной сетусоносной порой; диск пронотума с поперечной впадиной посередине. Щитик треугольный, гладкий, обычно пунктированный, у некоторых видов мелко покрыт точками. Основание надкрылий шире переднеспинки, плечевые кости сильно выпуклые, диск приподнят, покрыт крупными и глубокими точками. Эпиплеврон надкрылий широкий в основании, постепенно сужается от центра, доходя до вершины надкрылий. Прококсальная полость закрыта сзади, прококса шаровидная. Коготки аппендикулярные. У самца вершина последнего видимого стернита трехлопастная; у самки последний видимый стернит полный.

## Классификация
Известно около 60 видов. Род был впервые выделен в 1836 году французским энтомологом Огюстом Шеврола (1799—1884), а типовым видом позднее обозначен таксон Galleruca albicornis  Wiedemann, 1821. Ещё четыре таксона, описанные первоначально в качестве отдельных родов, позднее были синонимизированы с родом Aplosonyx.
- Aplosonyx albicornis (Wiedemann, 1821)
- Aplosonyx ancora Laboissiere, 1934
- Aplosonyx ancorella Feng et al., 2023[1]
- Aplosonyx apicalis (Weise, 1922)
- Aplosonyx apicicornis (Jacoby, 1886)
- Aplosonyx banksi (Weise, 1913)
- Aplosonyx basalis (Jacoby, 1896)
- Aplosonyx batuensis (Jacoby, 1897)
- Aplosonyx chalybeus (Hope, 1831)
- Aplosonyx cinctus Chen, 1964
- Aplosonyx collaris (Duvivier, 1885)
- Aplosonyx duvivieri (Jacoby, 1900)
- Aplosonyx emeishanicus  (Lopatin, 2005)
- Aplosonyx flavipennis  Chen, 1964
- Aplosonyx fraterna (Duvivier, 1891)
- Aplosonyx frenbi (Bowditch, 1925)
- Aplosonyx fulvescens  Chen, 1964
- Aplosonyx fulvicornis (Weise, 1913)
- Aplosonyx fulvoplagiatus (Jacoby, 1897)
- Aplosonyx gancuicus  (Chen, 1942)
- Aplosonyx humeralis (Bowditch, 1925)
- Aplosonyx indicus (Jacoby, 1896)
- Aplosonyx inornatus (Jacoby, 1892)
- Aplosonyx kinabaluensis Mohamedsaid, 1999
- Aplosonyx lituratus (Weise, 1922)
- Aplosonyx monticola (Bowditch, 1925)
- Aplosonyx mouhoti (Baly, 1879)
- Aplosonyx nigriceps Yang, 1995
- Aplosonyx nigricollis (Duvivier, 1885)
- Aplosonyx nigricornis Feng et al., 2023
- Aplosonyx nigripennis (Jacoby, 1884)
- Aplosonyx omeiensis  Chen, 1942
- Aplosonyx orientalis (Jacoby, 1892)
- Aplosonyx ornatus (Jacoby, 1892)
- Aplosonyx ornatipennis (Jacoby, 1896)
- Aplosonyx pahangi Mohamedsaid, 1990
- Aplosonyx parvula (Jacoby, 1886)
- Aplosonyx philippinensis (Jacoby, 1891)
- Aplosonyx pictus (Chen, 1939)
- Aplosonyx quadriplagiatus (Baly, 1886)
- Aplosonyx quadripustulata (Baly, 1877)
- Aplosonyx robinsoni (Jacoby, 1905)
- Aplosonyx rufipennis (Duvivier, 1892)
- Aplosonyx scutellatus (Baly, 1879)
- Aplosonyx semiflavus (Wiedemann, 1819)
- Aplosonyx shelfordi (Jacoby, 1905)
- Aplosonyx smaragdipennis (Chevrolat, 1838)
- Aplosonyx speciosus (Baly, 1879)
- Aplosonyx spenceri Kimoto, 1989
- Aplosonyx sublaevicollis (Jacoby, 1889)
- Aplosonyx sumatrae (Jacoby, 1884)
- Aplosonyx sumatrae (Weber, 1801)
- Aplosonyx sumatrensis (Jacoby, 1884)
- Aplosonyx tianpingshanensis Yang, 1995
- Aplosonyx tibialis (Baly, 1865)
- Aplosonyx varipes (Jacoby, 1892)
- Aplosonyx wallacei (Jacoby, 1894)
- Aplosonyx wudangensis Feng et al., 2023[1]
- Aplosonyx yunlongensis Jiang, 1992